# Келли, Джеймс Патрик
Джеймс Патрик Келли (англ. James Patrick Kelly) — американский писатель-фантаст. На его счету 6 романов и множество рассказов и повестей, удостоенных наград и премий «Хьюго», «Небьюла», «Asimov’s Reader Poll» и «SF Chronicle».

## Биография
Джеймс Патрик Келли родился 11 апреля 1951 года в Минеоле, штат Нью-Йорк. Учился в университете Нотр-Дам в штате Индиана, где в 1972 году получил учёную степень в области английской литературы. Дважды (в 1974 и 1976 годах) проходил курсы научной фантастики в мастерской «Clarion Workshop», с 1977 года занимается писательской деятельностью на профессиональной основе.
Первый рассказ Джеймса Келли «Dea Ex Machina» был опубликован в 1975 году. В последующих произведениях, Келли нередко затрагивал тему взаимных реляций гуманизма и киберпанка (рассказы "The Prisoner of Chillon, «Крыса», «Solstice»). Дебютный роман Келли «Планета шёпотов» вышел в 1984 году.
Рассказы Келли вот уже более двадцати лет появляются на страницах журнала «Asimov’s Science Fiction» и, на протяжении десяти последних лет, Джеймс вёл в журнале публицистическую колонку «On the Net». С 1998 года Джеймс входит в совет по искусствам штата Нью-Гэмпшир, а с 2004 года возглавляет его.
В настоящее время Джеймс Патрик Келли, помимо написания книг, преподаёт в литературных мастерских «Clarion» и «Sycamore Hill Writer’s Workshop».

### Романы
- роман «Берег Свободы» (Freedom Beach), 1985 год — в соавторстве с Джоном Кэсселом (англ. John Kessel).
- цикл «Предтеча» (Messenger):
  - роман «Планета шёпотов» (Planet of Whispers), 1984 год;
  - роман «Взгляни на Солнце» (Look into the Sun), 1989 год;
- роман «Живая природа» (Wildlife), 1994 год;
- роман «Солнцестояние» (Solstice), 2004 год

### Рассказы и повести
- 1975 год — «Dea Ex Machina»;
- 1981 год — «Последний контакт» (Last Contact);
- 1982 год — «На память о…» (In Memory of);
- 1983 год — «Затишье» (Still Time);
- 1983 год — «The Cruelest Month»;
- 1984 год — «Ворон» (Crow);
- 1984 год — «Берег Свободы» (Freedom Beach) — в соавторстве с Джоном Кэсселом;
- 1984 год — «Друг» (Friend) — в соавторстве с Джоном Кэсселом;
- 1985 год — «Солнцестояние» (Solstice);
- 1985 год — «Прошлое» (The Last);
- 1986 год — «Крыса» (Rat) — номинант премий «Небьюла» 1986 года и «Хьюго» 1987 года;
- 1986 год — «Шильонский узник» (The Prisoner of Chillon) — лауреат премии « Asimov’s Reader’s Award» в 1987 году;
- 1987 год — «Демон» (Daemon);
- 1988 год — «Тыл» (Home Front);
- 1990 год — «Мистер Бой» (Mr. Boy) — лауреат премии « Asimov’s Readers' Award» в 1991 году;
- 1990 год — «Распространение света в вакууме» (The Propagation of Light in a Vacuum);
- 1991 год — «Погром» (Pogrom) — сиквел к рассказу «Тыл»;
- 1994 год — «Дедушка Рождество» (Grandfather Christmas) — в соавторстве с Робертом Фрэйзером;
- 1995 год — «Правдивая история о гибели мира» (The True History of the End of the World) — в соавторстве с Джоном Кэсселом и Джонатаном Летхемом (англ. Jonathan Lethem);
- 1995 год — «Думать как динозавр» (Think Like a Dinosaur) — в России был опубликован в сборнике «Научная фантастика. Ренессанс»[1];
- 1996 год — «Первый закон термодинамики» (The First Law of Thermodynamics);
- 1997 год — «Крошка-мошка-паучок» (Itsy Bitsy Spider) — в России публиковалась в журнале «Если»[2];
- 1999 год — «10^16 к 1» (10 to 16 to 1);
- 2001 год — «Недоделка» (Undone);
- 2001 год — «Необычные посетители» (Unique Visitors);
- 2002 год — «Спесь» (Hubris);
- 2002 год — «Судьба» (Luck);
- 2004 год — «От мужчин одни проблемы» (Men are Trouble) — в России был опубликован в сборнике «Лучшее за год 2006: Научная фантастика, космический боевик, киберпанк»[3];
- 2005 год — «Пожар» (Burn) — в России был опубликован в сборнике «Лучшее за год XXIII: Научная фантастика, космический боевик, киберпанк»[4].

### Сборники
- 1990 год — сборник из 8 рассказов «Heroines»;
- 1997 год — сборник из 14 рассказов «Думать как динозавр и Другие истории» (Think Like a Dinosaur and Other Stories);
- 2002 год — сборник из 15 рассказов «Strange But Not a Stranger»;
- 2008 год — сборник рассказов «Крушение надежд и Другие истории» (Wreck of the Godspeed: And Other Stories).

## Награды
- 1987 год — Премия «Asimov’s Readers' Awards», в номинации Короткая повесть (Novellette) за «Шильонский узник» (1986 год).
- 1991 год — Премия «Asimov’s Readers' Awards», в номинации Повесть (Novella) за «Мистер Бой» (1990 год).
- 1991 год — Премия «Asimov’s Readers' Awards», в номинации Стихотворение (Poem) за «A Dragon’s Yuletide Shopping List» (1990 год).
- 1996 год — Премия «Asimov’s Readers' Awards», в номинации Короткая повесть за «Думать как динозавр» (1995 год).
- 1996 год — Премия «Хьюго», в номинации Короткая повесть за «Думать как динозавр» (1995 год)[5].
- 1998 год — Премия «Локус», в номинации Рассказ (Short Story) за «Крошка-мошка-паучок» (1997 год).
- 2000 год — Премия «Хьюго», в номинации Короткая повесть за «10^16 к 1» (1999 год).
- 2006 год — Премия «Небьюла», в номинации Повесть за «Пожар» (2005 год).